# Cheilotrichia (Cheilotrichia) monstrosa
Cheilotrichia (Cheilotrichia) monstrosa is een tweevleugelige uit de familie steltmuggen (Limoniidae). De soort komt voor in het Palearctisch gebied.